# Alan Turing
Alan Mathison Turing (Londra, 23 giugno 1912 – Wilmslow, 7 giugno 1954) è stato un matematico, logico, crittografo e filosofo britannico, considerato uno dei padri dell'informatica e uno dei più grandi matematici del XX secolo.

La firma di Alan Turing

Il suo lavoro influenzò la nascita della disciplina dell'informatica, grazie alla sua formalizzazione dei concetti di algoritmo e calcolo mediante l'omonima macchina, che a sua volta costituì un significativo passo avanti nell'evoluzione verso il moderno computer. Per questo contributo è solitamente considerato il padre della scienza informatica e dell'intelligenza artificiale, da lui teorizzate già negli anni trenta del '900, e anche uno dei più brillanti crittoanalisti che operarono nel Regno Unito durante la seconda guerra mondiale, per decifrare i messaggi scambiati da diplomatici e militari delle potenze dell'Asse.
Turing lavorò infatti a Bletchley Park, il principale centro di crittoanalisi del Regno Unito, dove ideò una serie di tecniche per violare i cifrari tedeschi, incluso l'utilizzo di una macchina elettromeccanica (chiamata "Bomba") in grado di decodificare codici creati dalla macchina crittografica Enigma.

## Biografia

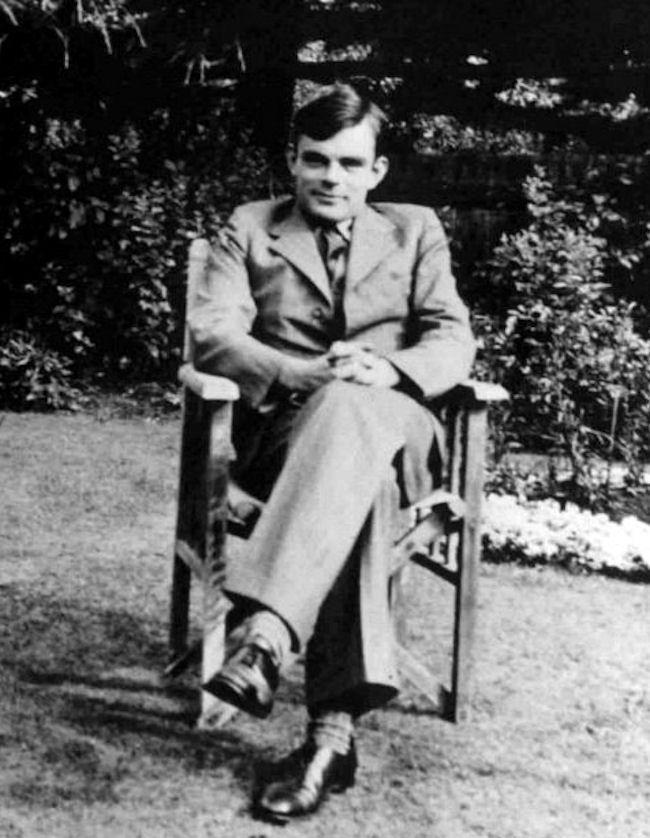
Un ritratto di Alan Turing in giovane età

Alan Turing nacque a Maida Vale, quartiere di Londra, il 23 giugno 1912. Era figlio di Julius (1873-1947) e Ethel Turing (1881-1976), entrambi impiegati della famiglia reale situata in India. Già in tenera età Turing diede segno della genialità che negli anni futuri lo avrebbe reso famoso in tutto il mondo.
Tuttavia, a causa della sua enorme passione per le materie scientifiche, divenne malvisto dai professori del St. Michael, la sua prima scuola, che da sempre ponevano più enfasi sugli studi classici. Durante i primi anni ebbe quindi enormi difficoltà e ottenne il diploma a stento. Poco appassionato al latino e alla religione, preferiva letture riguardanti la teoria della relatività, i calcoli astronomici, la chimica o il gioco degli scacchi. Nel 1931 fu ammesso al King's College dell'Università di Cambridge, dove fu allievo di Ludwig Wittgenstein e dove approfondì i suoi studi sulla meccanica quantistica, la logica e la teoria della probabilità (dimostrò autonomamente il teorema centrale del limite, già dimostrato nel 1922 dal matematico Lindeberg).
Nel 1934 si laureò con il massimo dei voti e nel 1936 vinse il premio Smith (assegnato ai due migliori studenti ricercatori in fisica e matematica presso l'Università di Cambridge). Nello stesso anno si trasferì alla Princeton University dove studiò per due anni, ottenendo infine un Ph.D. In quegli anni pubblicò l'articolo "On computable Numbers, with an application to the Entscheidungsproblem" nel quale descriveva per la prima volta la futura "macchina di Turing". Nel 1940, a 28 anni, era a capo del gruppo di ricercatori impegnati nella decrittazione delle macchine usate dalla marina tedesca, fra le quali Enigma. Fu perseguitato per essere omosessuale e indotto alla castrazione chimica. Morì a 41 anni.

### Il lavoro come crittoanalista

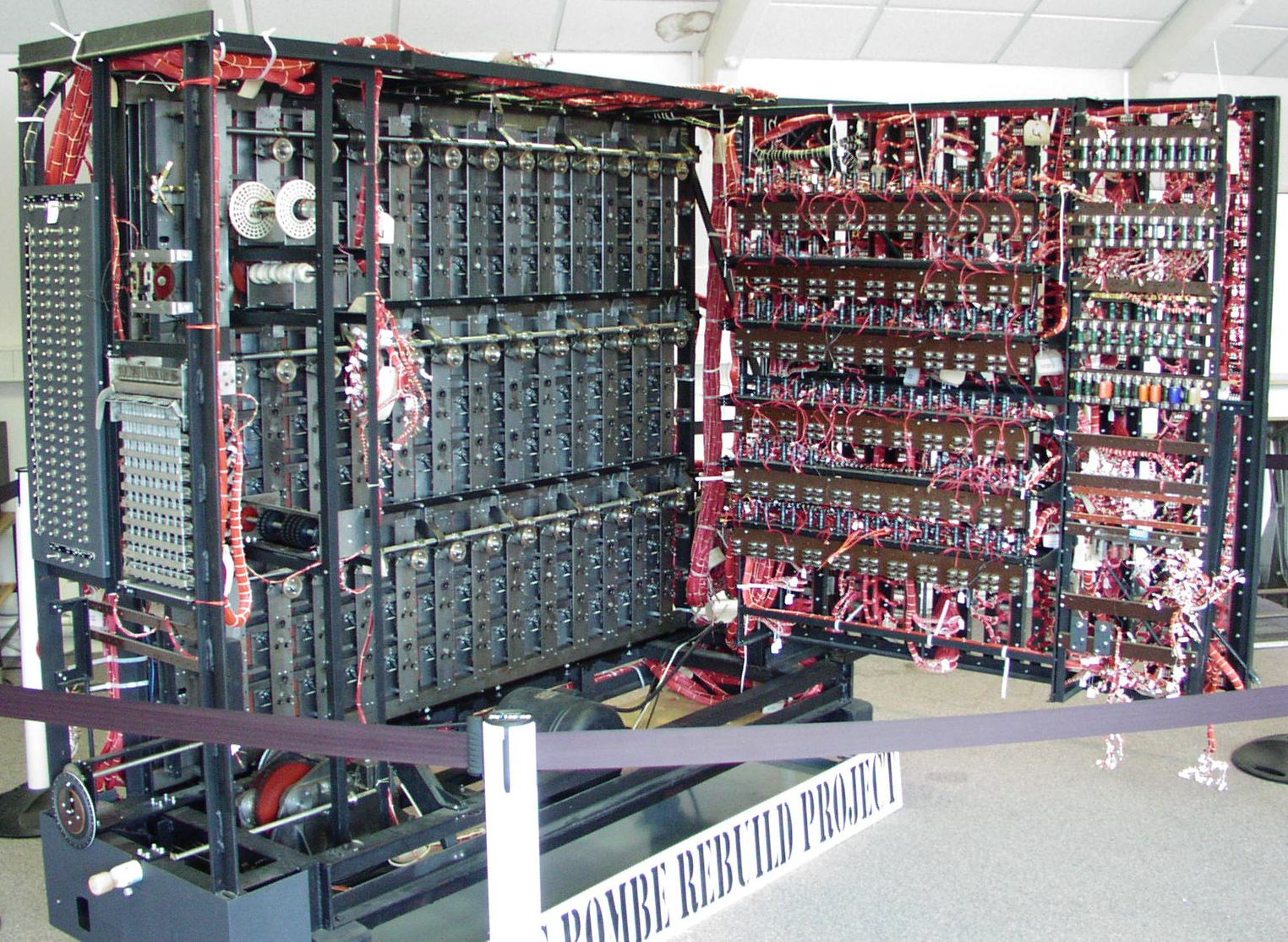
Una ricostruzione della macchina Bomba

Durante la seconda guerra mondiale, Turing mise le sue capacità matematiche al servizio del Department of Communications del Regno Unito per decifrare i codici usati nelle comunicazioni tedesche, criptate tramite il cosiddetto sistema Enigma da Arthur Scherbius. Con l'entrata in guerra del Regno Unito, Turing fu arruolato nel gruppo di crittografi stabilitosi a Bletchley Park e con i suoi compagni lavorò per tutta la guerra alla decrittazione, sviluppando ricerche già svolte dall'Ufficio Cifra polacco con la macchina Bomba, progettata in Polonia da Marian Rejewski nel 1932 e ultimata nel 1938.

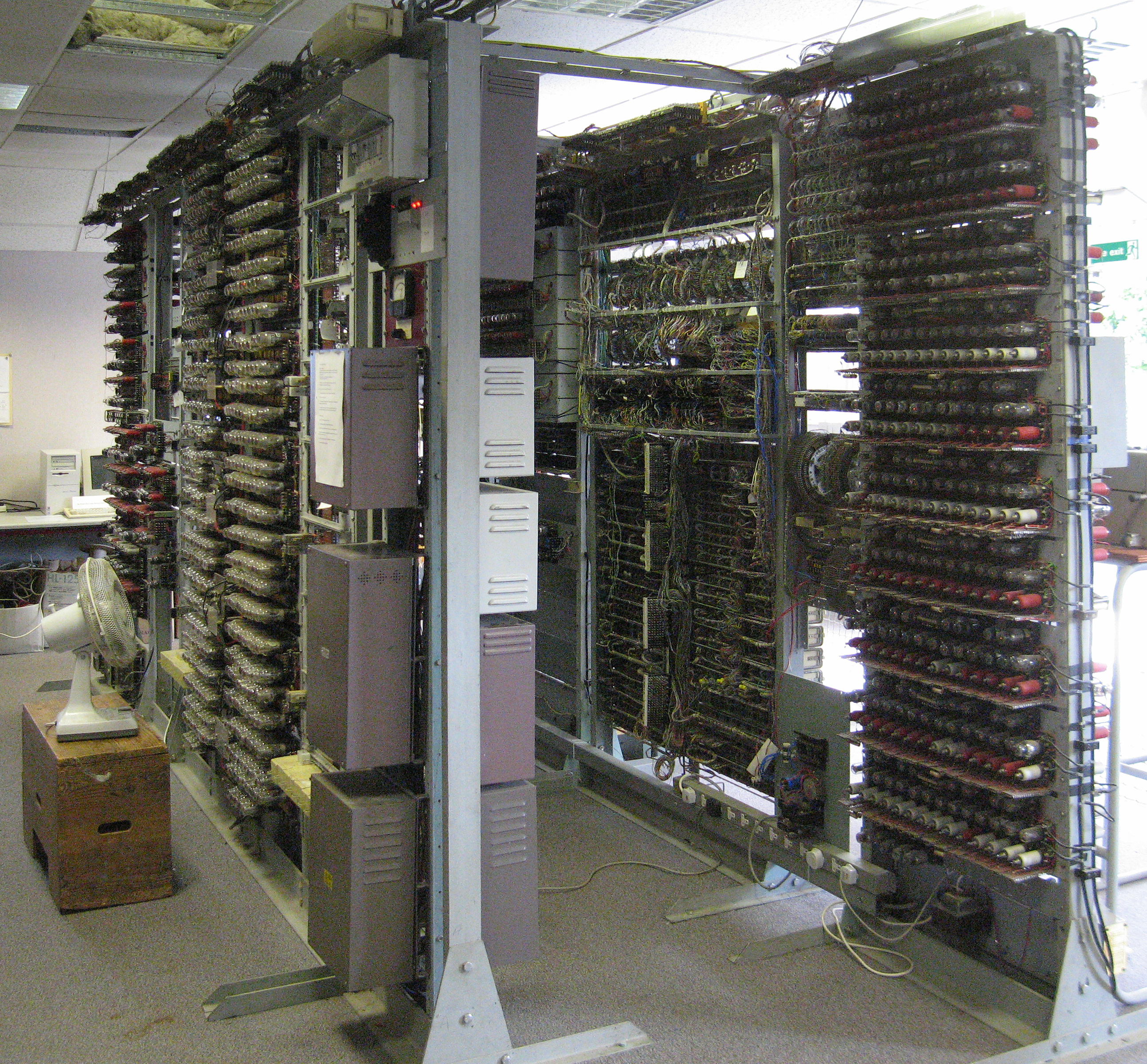
La replica funzionante di Colossus, realizzata nel 2007

Basandosi su tali esperienze, Turing realizzò una nuova versione, molto più efficace, della Bomba di Rejewski. Nel 1942 un matematico di Bletchley Park, Max Newman, progettò una macchina chiamata Colossus (lontana antesignana dei computer) che decifrava in modo veloce ed efficiente i codici tedeschi creati con la cifratrice Lorenz SZ40/42, perfezionamento della cifratrice Enigma. La macchina, a dispetto dello scetticismo dei suoi superiori, fu realizzata, su progetto di Newman, dall'ingegnere Tommy Flowers, che la consegnò a fine 1943.
Dopo essere passato alla base di Hanslope Park, al termine della guerra Turing fu invitato al National Physical Laboratory (NPL, Laboratorio Nazionale di Fisica) situato a Teddington, nei pressi di Londra, per progettare il modello di un computer. Il suo rapporto che proponeva l'Automatic Computing Engine (ACE, Motore per il Calcolo Automatico) fu presentato nel marzo 1946, ma suscitò scarso interesse a causa degli alti costi preventivati.
L'attività di Alan Turing nel gruppo di Bletchley Park fu coperta da un segreto assoluto. Finita la guerra il governo britannico impose a tutti coloro che avevano lavorato alla decrittazione, realizzando macchine e sistemi per violare i codici crittografici tedeschi, giapponesi e italiani, il divieto di parlare o scrivere di qualsiasi argomento trattato in quel periodo. Tale "silenzio" impedì che Turing e suoi colleghi anche meno famosi ricevessero i riconoscimenti che in altro ambito sarebbero stati loro ampiamente e pubblicamente riconosciuti. Dati e informazioni su queste attività cominciarono a essere pubblicate, previa autorizzazione dei servizi segreti britannici, nel 1974, quando Turing e molti suoi colleghi nella decrittazione erano morti da tempo.
Per l'anno accademico 1947/1948 tornò a Cambridge e spostò i suoi interessi verso la neurologia e la fisiologia, iniziando a esplorare la relazione tra computer e natura. Iniziò a frequentare gli incontri del Ratio Club, un gruppo interdisciplinare di giovani scienziati britannici vicini agli interessi del movimento cibernetico.
Ebbe interessi al di fuori dell'ambito accademico: divenne membro del Walton Athletic Club e vinse alcune gare di corsa sulle tre e sulle dieci miglia. Raggiunse inoltre ottimi livelli nella maratona, correndo con un record personale di 2 ore 46 minuti e 11 secondi (il vincitore della XIV Olimpiade nel 1948 vinse con un tempo inferiore di soli 11 minuti).
Nel 1950, sulla rivista Mind, scrisse un articolo dal titolo Computing machinery and intelligence, in cui descriveva quello che sarebbe divenuto noto come il test di Turing: era convinto che si potesse raggiungere un'intelligenza artificiale solo seguendo gli schemi del cervello umano. Su questo articolo si basa buona parte dei successivi studi sull'intelligenza artificiale.
L'anno seguente fu eletto Membro della Royal Society di Londra. Si trasferì all'Università di Manchester, dove lavorò alla realizzazione del Manchester Automatic Digital Machine (MADM). Convinto che entro l'anno 2000 sarebbero state create macchine in grado di replicare la mente umana, lavorò alacremente creando algoritmi e programmi per il MADM, partecipò alla stesura del manuale operativo e ne divenne uno dei principali utilizzatori. Nel 1952 sviluppò un approccio matematico all'embriologia. Quello stesso anno Turochamp, un programma di software scacchistico di sua creazione, giocò una partita contro il collega Alick Glennie, considerata la prima giocata da un programma, anche se le insufficienti capacità di calcolo dei computer dell'epoca costrinsero Turing a fare i calcoli lui stesso.

### L'arresto e la morte
Il 31 marzo 1952 Alan Turing fu arrestato per omosessualità e portato in tribunale, dove a sua difesa disse semplicemente che «non scorgeva niente di male nelle sue azioni». Secondo alcune fonti, Turing avrebbe denunciato per furto un amico ospite in casa sua e avrebbe ammesso il proprio orientamento sessuale in risposta alle domande pressanti della polizia. In quel periodo, nel parlamento britannico si discuteva l'abrogazione del reato di omosessualità ed è possibile che il clima mutato abbia indotto Turing a un comportamento incauto.
Condannato per omosessualità, fu costretto a scegliere tra una pena a due anni di carcere o la castrazione chimica mediante assunzione di estrogeni. Lo scienziato optò per la seconda alternativa. Per oltre un anno si sottopose a trattamenti che provocarono in lui un calo della libido e lo sviluppo del seno (ginecomastia). Turing cadde in depressione per il trattamento e l'umiliazione subita.
Turing venne trovato morto sul suo letto l'8 giugno 1954 dalla sua domestica, Eliza Clayton. Il medico legale stabilì che la morte era avvenuta il giorno prima. Un esame post mortem stabilì come causa del decesso un avvelenamento da cianuro di potassio. Al momento della scoperta, vicino al letto, accanto al suo orologio, fu trovata una mela non terminata, come era sua abitudine. La sbrigativa inchiesta del giudice si concluse in appena due giorni e la mela non fu nemmeno sottoposta ad analisi per accertare se all'interno vi fosse del veleno. L'inchiesta concluse per il suicidio e il suo corpo fu cremato il 12 giugno 1954 al Woking Crematorium, nel Surrey, e le sue ceneri furono sparse sul posto, come era avvenuto per suo padre. Attualmente rimane oggetto di discussione se si fosse trattato di suicidio o di un incidente. Altri sostengono che il matematico sia stato ucciso volutamente da agenti dei servizi segreti britannici o americani. Infatti, questa teoria sosterrebbe che Turing sia stato ucciso con del cianuro perché in possesso di informazioni sensibili o per via del suo orientamento sessuale.

### La grazia postuma

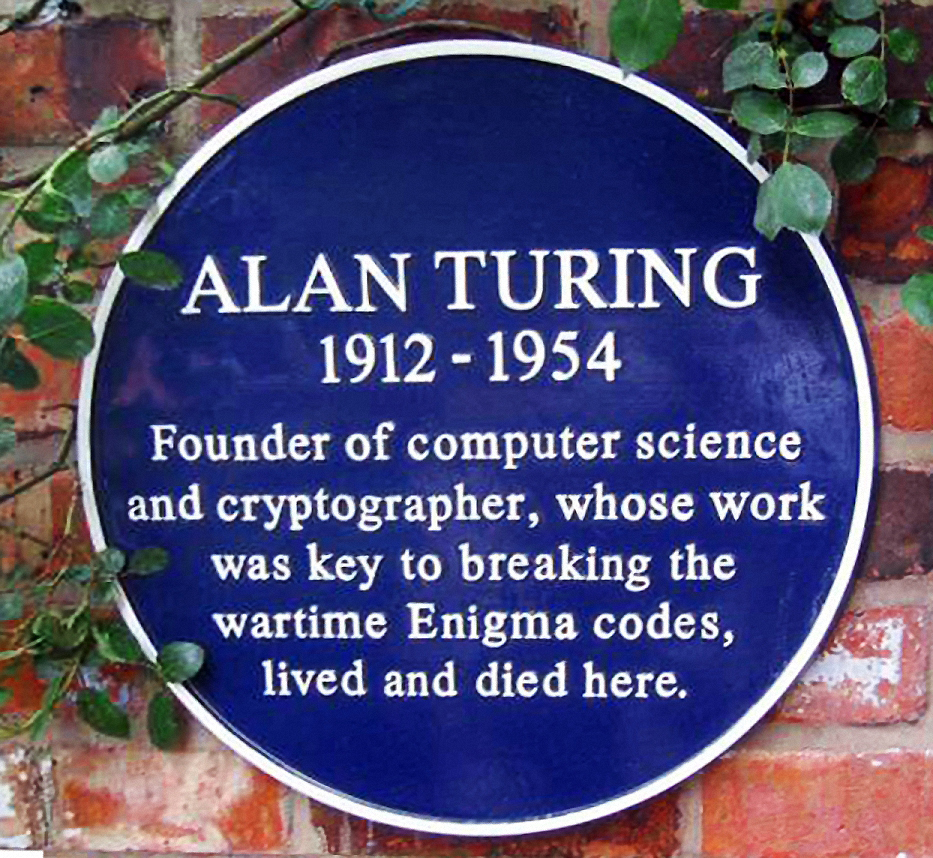
Targa in memoria di Turing, presso la sua abitazione

Nel 2012, centenario della nascita di Turing, la Royal Mail ha dedicato un francobollo alla sua memoria; però, è solo leggendone l'iscrizione ("Alan Turing 1912-1954 – Mathematician and WWII code breaker") che si può risalire all'identità del commemorato, dato che il francobollo non ne ritrae il volto bensì mostra la macchina Bomba britannica di cui Turing sviluppò il progetto.
Nel dicembre 2012, importanti esponenti del mondo scientifico internazionale, tra cui il premio Nobel per la medicina Paul Nurse, il matematico e cosmologo Stephen Hawking, il matematico Timothy Gowers, il presidente del National Museum of Science, Douglas Gurr, l'astronomo Martin Rees, mandarono una lettera aperta al Primo Ministro britannico David Cameron, intitolata Pardon for Alan Turing, per sollecitare la grazia postuma, appello pubblicato dal Daily Telegraph; vi fu anche una campagna su Internet.
Precedentemente, a 55 anni dalla morte di Alan Turing, il 10 settembre 2009 vi fu una dichiarazione di scuse ufficiali da parte del governo del Regno Unito, formulata dal primo ministro Gordon Brown. Brown riconobbe che Turing fu oggetto di un trattamento omofobo:
(Gordon Brown, in risposta alla petizione)
Il 24 dicembre 2013 la regina Elisabetta II concesse la grazia postuma ad Alan Turing.

## Nella cultura di massa

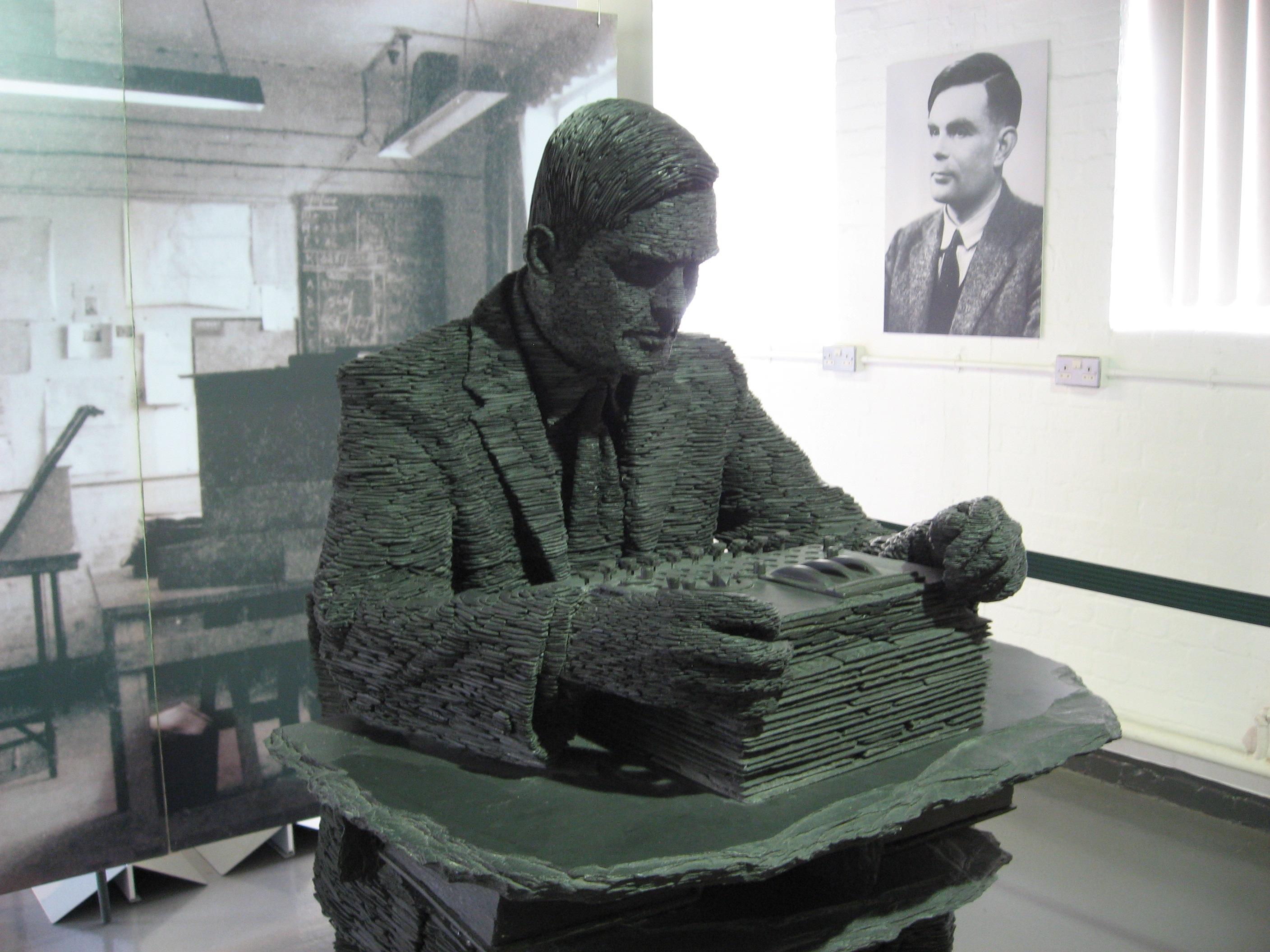
Ritratto in ardesia di Turing al Bletchley Park. Sullo sfondo, inquadrata, una foto di Turing a 39 anni.

### Cinema
- Breaking the Code (1996), film TV britannico di Herbert Wise sulla vita di Alan Turing.
- Enigma (2001), film di Michael Apted ispirato alla figura di Alan Turing e tratto dall'omonimo romanzo di Robert Harris.
- The Imitation Game, regia di Morten Tyldum (2014), con Benedict Cumberbatch nel ruolo di Turing.

### Letteratura
- Alan Turing. Una biografia (1983), ripubblicato poi col titolo Alan Turing. Storia di un enigma, biografia scritta da Andrew Hodges.
- Cryptonomicon (1999), romanzo di Neal Stephenson.
- Enigma (1995), romanzo di Robert Harris.
- Enigma: La strana vita di Alan Turing (2012), fumetto di Tuono Pettinato e Francesca Riccioni.
- Avrei fatto la fine di Turing, di Franco Buffoni (2015, Donzelli)
- La caduta di un uomo, di David Lagercrantz.
- Eroe guasto, di Antonio Ferrara (2021, Settenove)

### Musica
- A Man from the Future, colonna sonora composta dai Pet Shop Boys nel 2012 ispirata a Turing.[20]
- Alan et la pomme, canzone di Salvatore Adamo dedicata a Turing.[21]

### Teatro
- Breaking the Code (1986), opera teatrale di Hugh Whitemore.
- TURING a staged case history (2012), spettacolo multimediale di Maria Elisabetta Marelli, prodotto da AGON.[22]